# 勒内·贝尔伯努瓦
朱尔·勒内·吕西安·贝尔伯努瓦（法語：Jules René Lucien Belbenoît，1899年4月4日—1959年2月25日）是一位法国囚犯，曾成功从法属圭亚那出逃至美国，之后出版了《干涸的断头台》（Dry Guillotine，1938）和《地狱审判》（Hell on Trial，1940）两部自传描述其出逃经历。

## 生平
勒内·贝尔伯努瓦于1899年4月4日出生于巴黎。
1900年代，贝尔伯努瓦在童年时期被母亲路易丝·杜米埃（Louise Daumière）遗弃，当时她正在为俄罗斯沙皇的孩子们做老师。贝尔伯努瓦的父亲路易·贝尔伯努瓦（Louis Belbenoît）是巴黎-奥尔良特快列车上的售票员，很少在家，也无法亲自抚养小勒内。贝尔伯努瓦随后被送到他的祖父母那里。
1911年，当贝尔伯努瓦12岁时，因祖父母突然去世，他回到巴黎和他叔叔一起生活。1913年至1916年间，贝尔伯努瓦在叔叔介绍的巴黎皮加勒广场的死老鼠咖啡馆（Café du Rat Mort）工作。1916年，贝尔伯努瓦因行窃而被处罚，失去了工作。
从1916年到1917年，贝尔伯努瓦在第一次世界大战期间在法国军队中表现出色，并从残酷的凡尔登战役中幸存下来。1920年退役。
1920-1921年间，勒内·贝尔伯努瓦多次犯下诈骗、入室盗窃等罪行，于1921年8月21日在巴黎被捕。在法庭上，因贝尔伯努瓦处于累犯状态，且毫无悔意，态度傲慢，被判罚前往法属圭亚那服8年苦役。1923年6月7日上午，贝尔伯努瓦乘坐“马蒂尼埃”号货轮离开法国被送往服刑地。在法属圭亚那服刑期间，勒内·贝尔伯努瓦多次尝试越狱，但都未成功，且被罚增加刑期，直到1930年9月21日获释，但仍然不能回到法国。之后勒内·贝尔伯努瓦获得一年许可，允许他离开流放地。之后勒内·贝尔伯努瓦在巴拿马运河区担任园丁。在其一年许可即将到期时，勒内·贝尔伯努瓦决定回法国为自己的案子辩护。但抵达勒阿弗尔，勒内·贝尔伯努瓦被逮捕，被控违反假释规定，于1933年10月14日被判处3年额外强制劳动，再次被送往法属圭亚那服刑。
1934年11月2日，贝尔伯努瓦被正式释放，成为了一名自由囚犯，仍然不能返回法国。他以捕捉和出售蝴蝶标本为生。1935年5月2日，勒内·贝尔伯努瓦与另外5人一起乘船从海上逃离了法属圭亚那，之后成功抵达特立尼达岛。它们在特立尼达岛上停留三周，获得新的补给，甚至还获得了一艘新船。6月10日，他们继续旅行。16天后，他们在哥伦比亚的海滩上搁浅，被关进圣玛尔塔的一座军事监狱。一位富有同情心的当地新闻记者帮助勒内·贝尔伯努瓦于1936年4月越狱，以换取有关其服刑越狱的独家报道。勒内·贝尔伯努瓦偷了一艘本地独木舟继续他的旅程。
在巴拿马，他在库那族部落里呆了大约七个月，后来在巴拿马城出售了大量蝴蝶标本。1937年3月，在萨尔瓦多的拉利伯塔德，他躲进一艘去洛杉矶的船上。
1938年，他的自传《干涸的断头台》（Dry Guillotine）在美国出版，由著名的南美探险家兼记者威廉·拉瓦尔（William LaVarre）作序。这本回忆录在不到一年的时间里印刷了14次。
这本书引起了美国移民当局的注意，勒内·贝尔伯努瓦被捕。他后来获得了游客签证，但在1941年被告知必须离开美国。勒内·贝尔伯努瓦随后前往墨西哥，一年后试图溜回美国。然而，他在德克萨斯州布朗斯维尔被捕，被判处15个月监禁。勒内·贝尔伯努瓦获释后，获得了有效护照，并前往洛杉矶为华纳兄弟公司工作，担任电影《马赛之路》（Passage to Marseille，1944）的技术顾问。
1951年，勒内·贝尔伯努瓦搬到加利福尼亚州卢塞恩山谷。他的第二本属《地狱审判》（Hell on Trial，1940）再次引起了移民当局的关注，1951年5月，他被传唤到洛杉矶。他的电影公司前同事代表为他作证，勒内·贝尔伯努瓦最终于1956年获得美国国籍。1959年2月25日因心搏停止逝世。